# 高庙山石窟
高庙山石窟，位于山西省晋城市高平市南城办事处 西南高庙山北麓山腰，是一处山西省文物保护单位。

## 保护
2021年8月4日，高庙山石窟公布为第六批山西省文物保护单位，古建筑类，编号6-369。